# Richard Dyer

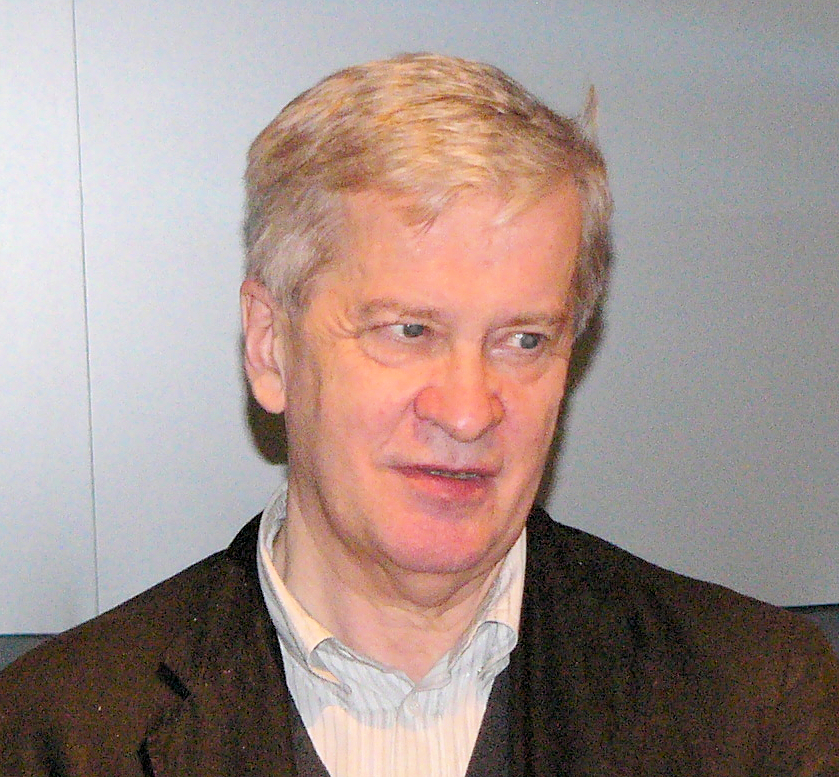
Richard Dyer (2010)

Richard Dyer (* 1945 in Leeds) ist ein britischer Anglist und Autor.

## Leben
Dyer studierte Anglistik, Romanistik, Germanistik und Philosophie an der University of St Andrews. An der University of Birmingham erreichte er seinen Abschluss als Doktor in der Anglistik. Er erhielt eine Anstellung als Hochschullehrer an der University of Warwick im Bereich Filmstudien. Am King’s College London ist er seit 2006 als Hochschullehrer tätig. Daneben übernahm er auch Gastdozenturen an verschiedenen Universitäten in den USA und Europa, darunter auch in Deutschland.
Dyer verfasste mehrere Werke als Autor, insbesondere im Bereich Filmtheorie. In seinem ersten eigenständigen Buch Stars von 1979 setzte er sich mit der Bedeutung von Filmstars für das Filmgeschäft auseinander. Er thematisierte, mit welchen Images und Werbemethoden Filmstars wie Marlon Brando, Bette Davis, Marlene Dietrich, Greta Garbo, Robert Redford und John Wayne in der Öffentlichkeit gesehen und vermarktet wurden. In seinen späteren Werken setzte Dyer sich oft mit Darstellung von Homosexualität (in diesem Zusammenhang trat er auch 1995 in der Dokumentation The Celluloid Closet auf), Geschlechtern und Hautfarben im Kino auseinander. Er gilt außerdem als Spezialist für Musik im Film und veröffentlichte Arbeiten über die Interpretation und Bedeutung von Musicalfilmen sowie eine Biografie des Komponisten Nino Rota.

## Werke (Auswahl)
- 1979: Stars (Zweite Ausgabe 1998), London: British Film Institute. ISBN 978-0-85170-643-6.
- 1986: Heavenly bodies: film stars and society, New York: St. Martin’s Press. ISBN 978-0-333-29541-0.
- 1990: Now you see it: studies on lesbian and gay film, London New York: Routledge. ISBN 978-0-415-03556-9.
- 1992: Only entertainment (Zweite Ausgabe). New York: Routledge. ISBN 978-0-415-25497-7.
- 1993: Brief encounter, London: British Film Institute. ISBN 978-0-85170-362-6.
- 1993: The matter of images: essays on representations, London New York: Routledge. ISBN 978-0-415-05719-6.
- 1997: White, London New York: Routledge. ISBN 978-0-415-09537-2.
- 1999: Seven, London: British Film Institute. ISBN 978-0-85170-723-5.
- 2002: The culture of queers, London New York: Routledge. ISBN 978-0-203-99639-3.
- 2007: Pastiche, New York: Routledge. ISBN 978-0-415-34010-6.
- 2010: Nino Rota: music, film, and feeling, New York: Palgrave Macmillan on behalf of the British Film Institute. ISBN 978-1-84457-209-0.
- 2012: In the space of a song: the uses of song in film, Abingdon, Oxon New York: Routledge. ISBN 978-0-203-80462-9.
- 2015: Lethal repetition: serial killing in European cinema, British Film Institute, London